# Xanthorhoe spatuluncus
Xanthorhoe spatuluncus là một loài bướm đêm trong họ Geometridae.